# Jaroslav Horák (senátor ODS)
Jaroslav Horák (11. února 1932 – 7. října 2019) byl český politik, senátor za obvod č. 28 – Mělník a člen ODS.

## Vzdělání, profese a rodina
Pracoval v Tesle Hloubětín, Českých Loděnicích a jako vývojový technik v Pragounionu. V letech 1990–1996 působil jako místopředseda a přednosta Okresního úřadu Mělník. Byl ženatý, měl jedno dítě.

## Politická kariéra
Ve volbách 1996 se stal členem horní komory českého parlamentu, když jej v prvním kole podpořilo 44,83 % voličů, do druhého kola ho doprovodil nestraník kandidující za ČSSD Zdeněk Chalupník, který obdržel 19,38 % hlasů. Ve druhém kole občanská demokrat zvítězil se ziskem 55,55 % hlasů. V senátu se angažoval ve Výboru pro zdravotnictví a sociální politiku. Ve volbách 1998 svůj mandát obhájil. V horní komoře se věnoval činnosti ve Výboru pro zahraniční věci, obranu a bezpečnost, kde zastával funkci ověřovatele. Ve volbách 2004 již nekandidoval.
Mezi lety 1998–2006 zasedal v zastupitelstvu města Mělník.